# La Méditerranéenne 2016
La 1re édition de La Méditerranéenne a eu lieu du 11 au 14 février 2016. La course fait partie du calendrier UCI Europe Tour 2016 en catégorie 2.1.
L'épreuve a été remportée par l'Ukrainien Andriy Grivko (Astana), vainqueur de la troisième étape, qui s'impose 18 secondes devant le Français Matthieu Ladagnous (FDJ), lauréat avec sa formation du contre-la-montre par équipes de la première étape et 32 secondes sur le vainqueur de la quatrième étape le Belge Jan Bakelants (AG2R La Mondiale).
Jan Bakelants s'adjuge le classement par points tandis que son coéquipier le Français Cyril Gautier gagne celui de la montagne. Un autre Français Lilian Calmejane (Direct Énergie) termine meilleur jeune et la formation française AG2R La Mondiale remporte le classement par équipes.

## Présentation

### Équipes
Classée en catégorie 2.1 de l'UCI Europe Tour, La Méditerranéenne est par conséquent ouverte aux WorldTeams dans la limite de 50 % des équipes participantes, aux équipes continentales professionnelles, aux équipes continentales et aux équipes nationales.
Seize équipes participent à cette Méditerranéenne - trois WorldTeams, six équipes continentales professionnelles et sept équipes continentales :
| UCI WorldTeams   | UCI WorldTeams | UCI WorldTeams |
| Nom de l'équipe  | Pays           | Code           |
| ---------------- | -------------- | -------------- |
| AG2R La Mondiale | France         | ALM            |
| Astana           | Kazakhstan     | AST            |
| FDJ              | France         | FDJ            |

| Équipes continentales professionnelles | Équipes continentales professionnelles | Équipes continentales professionnelles |
| Nom de l'équipe                        | Pays                                   | Code                                   |
| -------------------------------------- | -------------------------------------- | -------------------------------------- |
| Androni Giocattoli-Sidermec            | Italie                                 | AND                                    |
| Bardiani CSF                           | Italie                                 | BAR                                    |
| Cofidis                                | France                                 | COF                                    |
| Delko-Marseille Provence-KTM           | France                                 | DMP                                    |
| Direct Énergie                         | France                                 | DEN                                    |
| Fortuneo-Vital Concept                 | France                                 | FVC                                    |

| Équipes continentales                 | Équipes continentales | Équipes continentales |
| Nom de l'équipe                       | Pays                  | Code                  |
| ------------------------------------- | --------------------- | --------------------- |
| Armée de Terre                        | France                | ADT                   |
| Euskadi Basque Country-Murias         | Espagne               | EUS                   |
| HP BTP-Auber 93                       | France                | AUB                   |
| Rally                                 | États-Unis            | RLY                   |
| Roubaix Métropole européenne de Lille | France                | RML                   |
| Veranclassic-Ago                      | Belgique              | VER                   |
| Vorarlberg                            | Autriche              | VOL                   |

## Étapes
La course se compose de quatre étapes dont un contre-la-montre par équipes.
| Étape     | Date    | Villes étapes                              | type                         | Distance (km) | Vainqueur d'étape | Leader du classement général |
| --------- | ------- | ------------------------------------------ | ---------------------------- | ------------- | ----------------- | ---------------------------- |
| 1re étape | 11 fév. | Banyoles (ESP) – Banyoles (ESP)            | contre-la-montre par équipes | 5,5           | FDJ               | Matthieu Ladagnous           |
| 2e étape  | 12 fév. | Banyuls-sur-Mer (FRA) – Port-Vendres (FRA) | étape de plaine              | 176,5         | Arnaud Démare     | Arnaud Démare                |
| 3e étape  | 13 fév. | Cadolive (FRA) – Pégomas (FRA)             | étape vallonnée              | 179,1         | Andriy Grivko     | Andriy Grivko                |
| 4e étape  | 14 fév. | Bordighera (ITA) – Bordighera (ITA)        | étape vallonnée              | 95,7          | Jan Bakelants     | Andriy Grivko                |

## Déroulement de la course

### 1reétape
| Classement de l'étape | Classement de l'étape                 | Classement de l'étape | Classement de l'étape |
|                       | Équipe                                | Pays                  | Temps                 |
| --------------------- | ------------------------------------- | --------------------- | --------------------- |
| 1re                   | FDJ                                   | France                | en 6 min 0 s          |
| 2e                    | Astana                                | Kazakhstan            | + 0 s                 |
| 3e                    | Direct Énergie                        | France                | + 8 s                 |
| 4e                    | Cofidis                               | France                | + 11 s                |
| 5e                    | Roubaix Métropole européenne de Lille | France                | + 11 s                |
| 6e                    | Fortuneo-Vital Concept                | France                | + 16 s                |
| 7e                    | AG2R La Mondiale                      | France                | + 18 s                |
| 8e                    | Rally                                 | États-Unis            | + 18 s                |
| 9e                    | Androni Giocattoli-Sidermec           | Italie                | + 21 s                |
| 10e                   | Bardiani CSF                          | Italie                | + 24 s                |
| modifier              |                                       |                       |                       |

| Classement général | Classement général   | Classement général | Classement général | Classement général |
|                    | Coureur              | Pays               | Équipe             | Temps              |
| ------------------ | -------------------- | ------------------ | ------------------ | ------------------ |
| 1er                | Matthieu Ladagnous   | France             | FDJ                | en 6 min 0 s       |
| 2e                 | Marc Sarreau         | France             | FDJ                | + 0 s              |
| 3e                 | Mickaël Delage       | France             | FDJ                | + 0 s              |
| 4e                 | Arnaud Démare        | France             | FDJ                | + 0 s              |
| 5e                 | Alexandre Geniez     | France             | FDJ                | + 0 s              |
| 6e                 | Andriy Grivko        | Ukraine            | Astana             | + 0 s              |
| 7e                 | Andrey Zeits         | Kazakhstan         | Astana             | + 0 s              |
| 8e                 | Daniil Fominykh      | Kazakhstan         | Astana             | + 0 s              |
| 9e                 | Bakhtiyar Kozhatayev | Kazakhstan         | Astana             | + 0 s              |
| 10e                | Laurens De Vreese    | Belgique           | Astana             | + 0 s              |
| modifier           |                      |                    |                    |                    |

### 2eétape
| Classement de l'étape | Classement de l'étape | Classement de l'étape | Classement de l'étape                 | Classement de l'étape |
|                       | Coureur               | Pays                  | Équipe                                | Temps                 |
| --------------------- | --------------------- | --------------------- | ------------------------------------- | --------------------- |
| 1er                   | Arnaud Démare         | France                | FDJ                                   | en 4 h 19 min 29 s    |
| 2e                    | Mickaël Delage        | France                | FDJ                                   | m.t                   |
| 3e                    | Jan Bakelants         | Belgique              | AG2R La Mondiale                      | m.t                   |
| 4e                    | Matthieu Ladagnous    | France                | FDJ                                   | m.t                   |
| 5e                    | Bakhtiyar Kozhatayev  | Kazakhstan            | Astana                                | m.t                   |
| 6e                    | Tony Hurel            | France                | Direct Énergie                        | m.t                   |
| 7e                    | Rudy Barbier          | France                | Roubaix Métropole européenne de Lille | m.t                   |
| 8e                    | Laurens De Vreese     | Belgique              | Astana                                | m.t                   |
| 9e                    | Francesco Chicchi     | Italie                | Androni Giocattoli-Sidermec           | m.t                   |
| 10e                   | Thomas Boudat         | France                | Direct Énergie                        | m.t                   |
| modifier              |                       |                       |                                       |                       |

| Classement général | Classement général   | Classement général | Classement général | Classement général |
|                    | Coureur              | Pays               | Équipe             | Temps              |
| ------------------ | -------------------- | ------------------ | ------------------ | ------------------ |
| 1er                | Arnaud Démare        | France             | FDJ                | en 4 h 25 min 29 s |
| 2e                 | Mickaël Delage       | France             | FDJ                | + 0 s              |
| 3e                 | Matthieu Ladagnous   | France             | FDJ                | + 0 s              |
| 4e                 | Bakhtiyar Kozhatayev | Kazakhstan         | Astana             | + 0 s              |
| 5e                 | Laurens De Vreese    | Belgique           | Astana             | + 0 s              |
| 6e                 | Andriy Grivko        | Ukraine            | Astana             | + 0 s              |
| 7e                 | Daniil Fominykh      | Kazakhstan         | Astana             | + 0 s              |
| 8e                 | Eros Capecchi        | Italie             | Astana             | + 0 s              |
| 9e                 | Andrey Zeits         | Kazakhstan         | Astana             | + 0 s              |
| 10e                | Marc Sarreau         | France             | FDJ                | + 0 s              |
| modifier           |                      |                    |                    |                    |

### 3eétape
| Classement de l'étape | Classement de l'étape | Classement de l'étape | Classement de l'étape        | Classement de l'étape |
|                       | Coureur               | Pays                  | Équipe                       | Temps                 |
| --------------------- | --------------------- | --------------------- | ---------------------------- | --------------------- |
| 1er                   | Andriy Grivko         | Ukraine               | Astana                       | en 4 h 18 min 12 s    |
| 2e                    | Matthieu Ladagnous    | France                | FDJ                          | + 18 s                |
| 3e                    | Jan Bakelants         | Belgique              | AG2R La Mondiale             | + 22 s                |
| 4e                    | Mikaël Cherel         | France                | AG2R La Mondiale             | + 24 s                |
| 5e                    | Guillaume Levarlet    | France                | HP BTP-Auber 93              | + 37 s                |
| 6e                    | Nicola Boem           | Italie                | Bardiani CSF                 | + 47 s                |
| 7e                    | Thierry Hupond        | France                | Delko-Marseille Provence-KTM | + 47 s                |
| 8e                    | Yoann Barbas          | France                | Armée de Terre               | + 47 s                |
| 9e                    | Florian Vachon        | France                | Fortuneo-Vital Concept       | + 47 s                |
| 10e                   | Yoann Bagot           | France                | Cofidis                      | + 47 s                |
| modifier              |                       |                       |                              |                       |

| Classement général | Classement général  | Classement général | Classement général     | Classement général |
|                    | Coureur             | Pays               | Équipe                 | Temps              |
| ------------------ | ------------------- | ------------------ | ---------------------- | ------------------ |
| 1er                | Andriy Grivko       | Ukraine            | Astana                 | en 8 h 43 min 41 s |
| 2e                 | Matthieu Ladagnous  | France             | FDJ                    | + 18 s             |
| 3e                 | Jan Bakelants       | Belgique           | AG2R La Mondiale       | + 40 s             |
| 4e                 | Mikaël Cherel       | France             | AG2R La Mondiale       | + 42 s             |
| 5e                 | Yoann Bagot         | France             | Cofidis                | + 58 s             |
| 6e                 | Lilian Calmejane    | France             | Direct Énergie         | + 1 min 2 s        |
| 7e                 | Guillaume Levarlet  | France             | HP BTP-Auber 93        | + 1 min 3 s        |
| 8e                 | Florian Vachon      | France             | Fortuneo-Vital Concept | + 1 min 3 s        |
| 9e                 | Ignatas Konovalovas | Lituanie           | FDJ                    | + 1 min 3 s        |
| 10e                | Nicola Boem         | Italie             | Bardiani CSF           | + 1 min 11 s       |
| modifier           |                     |                    |                        |                    |

### 4eétape
| Classement de l'étape | Classement de l'étape | Classement de l'étape | Classement de l'étape        | Classement de l'étape |
|                       | Coureur               | Pays                  | Équipe                       | Temps                 |
| --------------------- | --------------------- | --------------------- | ---------------------------- | --------------------- |
| 1er                   | Jan Bakelants         | Belgique              | AG2R La Mondiale             | en 2 h 37 min 38 s    |
| 2e                    | Arnold Jeannesson     | France                | Cofidis                      | + 2 s                 |
| 3e                    | Alexandre Geniez      | France                | FDJ                          | + 2 s                 |
| 4e                    | Simone Andreetta      | Italie                | Bardiani CSF                 | + 8 s                 |
| 5e                    | Julien El Fares       | France                | Delko-Marseille Provence-KTM | + 8 s                 |
| 6e                    | Mikaël Cherel         | France                | AG2R La Mondiale             | + 8 s                 |
| 7e                    | Florian Vachon        | France                | Fortuneo-Vital Concept       | + 8 s                 |
| 8e                    | Romain Combaud        | France                | Delko-Marseille Provence-KTM | + 8 s                 |
| 9e                    | Sérgio Sousa          | Portugal              | Vorarlberg                   | + 8 s                 |
| 10e                   | Egan Bernal           | Colombie              | Androni Giocattoli-Sidermec  | + 8 s                 |
| modifier              |                       |                       |                              |                       |

## Classements finals

### Classement général final
| Classement général final | Classement général final | Classement général final | Classement général final     | Classement général final |
|                          | Coureur                  | Pays                     | Équipe                       | Temps                    |
| ------------------------ | ------------------------ | ------------------------ | ---------------------------- | ------------------------ |
| 1er                      | Andriy Grivko            | Ukraine                  | Astana                       | en 11 h 21 min 27 s      |
| 2e                       | Matthieu Ladagnous       | France                   | FDJ                          | + 18 s                   |
| 3e                       | Jan Bakelants            | Belgique                 | AG2R La Mondiale             | + 32 s                   |
| 4e                       | Mikaël Cherel            | France                   | AG2R La Mondiale             | + 42 s                   |
| 5e                       | Yoann Bagot              | France                   | Cofidis                      | + 58 s                   |
| 6e                       | Florian Vachon           | France                   | Fortuneo-Vital Concept       | + 1 min 3 s              |
| 7e                       | Alexandre Geniez         | France                   | FDJ                          | + 1 min 21 s             |
| 8e                       | Lilian Calmejane         | France                   | Direct Énergie               | + 1 min 26 s             |
| 9e                       | Guillaume Levarlet       | France                   | HP BTP-Auber 93              | + 1 min 32 s             |
| 10e                      | Thierry Hupond           | France                   | Delko-Marseille Provence-KTM | + 1 min 40 s             |
| modifier                 |                          |                          |                              |                          |

### Classements annexes
| Classement par points | Classement par points | Classement par points | Classement par points | Classement par points |
| --------------------- | --------------------- | --------------------- | --------------------- | --------------------- |
|                       | Coureur               | Pays                  | Équipe                | Point(s)              |
| 1er                   | Jan Bakelants         | Belgique              | AG2R La Mondiale      | 57 points             |
| 2e                    | Matthieu Ladagnous    | France                | FDJ                   | 37 pts                |
| 3e                    | Andriy Grivko         | Ukraine               | Astana                | 32 pts                |
| modifier              |                       |                       |                       |                       |

| Classement de la montagne | Classement de la montagne | Classement de la montagne | Classement de la montagne | Classement de la montagne |
| ------------------------- | ------------------------- | ------------------------- | ------------------------- | ------------------------- |
|                           | Coureur                   | Pays                      | Équipe                    | Point(s)                  |
| 1er                       | Cyril Gautier             | France                    | AG2R La Mondiale          | 10 points                 |
| 2e                        | Loïc Chetout              | France                    | Cofidis                   | 8 pts                     |
| 3e                        | Andriy Grivko             | Ukraine                   | Astana                    | 6 pts                     |
| modifier                  |                           |                           |                           |                           |

| Classement du meilleur jeune | Classement du meilleur jeune | Classement du meilleur jeune | Classement du meilleur jeune | Classement du meilleur jeune |
|                              | Coureur                      | Pays                         | Équipe                       | Temps                        |
| ---------------------------- | ---------------------------- | ---------------------------- | ---------------------------- | ---------------------------- |
| 1er                          | Lilian Calmejane             | France                       | Direct Énergie               | en 11 h 22 min 53 s          |
| 2e                           | Romain Combaud               | France                       | Delko-Marseille Provence-KTM | + 2 min 6 s                  |
| 3e                           | Simone Andreetta             | Italie                       | Bardiani CSF                 | + 2 min 24 s                 |
| modifier                     |                              |                              |                              |                              |

| Classement par équipes | Classement par équipes | Classement par équipes | Classement par équipes |
|                        | Équipe                 | Pays                   | Temps                  |
| ---------------------- | ---------------------- | ---------------------- | ---------------------- |
| 1re                    | AG2R La Mondiale       | France                 | en 33 h 48 min 57 s    |
| 2e                     | FDJ                    | France                 | + 1 min 57 s           |
| 3e                     | Astana                 | Kazakhstan             | + 2 min 59 s           |
| modifier               |                        |                        |                        |

### UCI Europe Tour
Cette Méditerranéenne attribue des points pour l'UCI Europe Tour 2016, y compris aux coureurs faisant partie d'une équipe ayant un label WorldTeam. De plus la course donne le même nombre de points individuellement à tous les coureurs pour le Classement mondial UCI 2016.
| Position           | 1er | 2e | 3e | 4e | 5e | 6e | 7e | 8e | 9e | 10e | 11e | 12e | 13e à 15e | 16e à 25e |
| Classement général | 125 | 85 | 70 | 60 | 50 | 40 | 35 | 30 | 25 | 20  | 15  | 10  | 5         | 3         |
| Par étape          | 14  | 5  | 3  |    |    |    |    |    |    |     |     |     |           |           |
| Leader, par étape  | 3   |    |    |    |    |    |    |    |    |     |     |     |           |           |

| Cycliste             | Équipe                       | Général | Étape | Leader | Total |
| -------------------- | ---------------------------- | ------- | ----- | ------ | ----- |
| Andriy Grivko        | Astana                       | 125     | 15    | 3      | 143   |
| Matthieu Ladagnous   | FDJ                          | 85      | 7,8   | -      | 92,8  |
| Jan Bakelants        | AG2R La Mondiale             | 70      | 20    | -      | 90    |
| Mikaël Cherel        | AG2R La Mondiale             | 60      | -     | -      | 60    |
| Yoann Bagot          | Cofidis                      | 50      | -     | -      | 50    |
| Alexandre Geniez     | FDJ                          | 35      | 5,8   | -      | 40,8  |
| Florian Vachon       | Fortuneo-Vital Concept       | 40      | -     | -      | 40    |
| Lilian Calmejane     | Direct Énergie               | 30      | 0,6   | -      | 30,6  |
| Guillaume Levarlet   | HP BTP-Auber 93              | 25      | -     | -      | 25    |
| Thierry Hupond       | Delko-Marseille Provence-KTM | 20      | -     | -      | 20    |
| Arnaud Démare        | FDJ                          | -       | 16,8  | 3      | 19,8  |
| Eros Capecchi        | Astana                       | 15      | 1     | -      | 16    |
| Arnold Jeannesson    | Cofidis                      | 10      | 5     | -      | 15    |
| Mickaël Delage       | FDJ                          | -       | 7,8   | -      | 7,8   |
| Simone Andreetta     | Bardiani CSF                 | 5       | -     | -      | 5     |
| Yoann Barbas         | Armée de Terre               | 5       | -     | -      | 5     |
| Romain Combaud       | Delko-Marseille Provence-KTM | 5       | -     | -      | 5     |
| Andrey Zeits         | Astana                       | 3       | 1     | -      | 4     |
| Antoine Duchesne     | Direct Énergie               | 3       | 0,6   | -      | 3,6   |
| Egan Bernal          | Androni Giocattoli-Sidermec  | 3       | -     | -      | 3     |
| Maxime Cam           | Fortuneo-Vital Concept       | 3       | -     | -      | 3     |
| Anthony Delaplace    | Fortuneo-Vital Concept       | 3       | -     | -      | 3     |
| Daniel Díaz          | Delko-Marseille Provence-KTM | 3       | -     | -      | 3     |
| Pierrick Fédrigo     | Fortuneo-Vital Concept       | 3       | -     | -      | 3     |
| Cyril Gautier        | AG2R La Mondiale             | 3       | -     | -      | 3     |
| Ignatas Konovalovas  | FDJ                          | 3       | -     | -      | 3     |
| Sérgio Sousa         | Vorarlberg                   | 3       | -     | -      | 3     |
| Marc Sarreau         | FDJ                          | -       | 2,8   | -      | 2,8   |
| Laurens De Vreese    | Astana                       | -       | 1     | -      | 1     |
| Daniil Fominykh      | Astana                       | -       | 1     | -      | 1     |
| Bakhtiyar Kozhatayev | Astana                       | -       | 1     | -      | 1     |
| Thomas Boudat        | Direct Énergie               | -       | 0,6   | -      | 0,6   |
| Jérémy Cornu         | Direct Énergie               | -       | 0,6   | -      | 0,6   |
| Tony Hurel           | Direct Énergie               | -       | 0,6   | -      | 0,6   |
| Bryan Nauleau        | Direct Énergie               | -       | 0,6   | -      | 0,6   |
| Guillaume Thévenot   | Direct Énergie               | -       | 0,6   | -      | 0,6   |

## Évolution des classements
| Étape              | Vainqueur          | Classement général | Classement par points | Classement de la montagne | Classement du meilleur jeune | Classement par équipes |
| ------------------ | ------------------ | ------------------ | --------------------- | ------------------------- | ---------------------------- | ---------------------- |
| 1                  | FDJ                | Matthieu Ladagnous | Non décerné           | Non décerné               | Marc Sarreau                 | FDJ                    |
| 2                  | Arnaud Démare      | Arnaud Démare      | Arnaud Démare         | Luca Sterbini             | Arnaud Démare                | FDJ                    |
| 3                  | Andriy Grivko      | Andriy Grivko      | Matthieu Ladagnous    | Rudy Barbier              | Lilian Calmejane             | AG2R La Mondiale       |
| 4                  | Jan Bakelants      | Andriy Grivko      | Jan Bakelants         | Cyril Gautier             | Lilian Calmejane             | AG2R La Mondiale       |
| Classements finals | Classements finals | Andriy Grivko      | Jan Bakelants         | Cyril Gautier             | Lilian Calmejane             | AG2R La Mondiale       |

## Liste des participants
- Liste de départ complète

| Légende                             | Légende                                                                                                  | Légende                                | Légende                                                                                                  |
| ----------------------------------- | --- | -------------------------------------- | --- |
| Num                                 | Dossard de départ porté par le coureur sur cette Méditerranéenne                                         | Pos                                    | Position finale au classement général                                                                    |
| Leader du classement général        | Indique le vainqueur du classement général                                                               | Leader du classement par points        | Indique le vainqueur du classement par points                                                            |
| Leader du classement de la montagne | Indique le vainqueur du classement de la montagne                                                        | Leader du classement du meilleur jeune | Indique le vainqueur du classement du meilleur jeune                                                     |
|                                     | Indique un maillot de champion national ou mondial, suivi de sa spécialité                               | #                                      | Indique la meilleure équipe                                                                              |
| NP                                  | Indique un coureur qui n'a pas pris le départ d'une étape, suivi du numéro de l'étape où il s'est retiré | AB                                     | Indique un coureur qui n'a pas terminé une étape, suivi du numéro de l'étape où il s'est retiré          |
| HD                                  | Indique un coureur qui a terminé une étape hors des délais, suivi du numéro de l'étape                   | *                                      | Indique un coureur en lice pour le classement du meilleur jeune (coureurs nés après le 1er janvier 1991) |

| AG2R La Mondiale # ALM             | AG2R La Mondiale # ALM  | AG2R La Mondiale # ALM |
| ---------------------------------- | ----------------------- | ---------------------- |
| Num                                | Coureur                 | Pos                    |
| 1                                  | Alexis Vuillermoz (FRA) | AB-4                   |
| 2                                  | Ben Gastauer (LUX)      | 52e                    |
| 3                                  | Cyril Gautier (FRA)     | 17e                    |
| 4                                  | Mikaël Cherel (FRA)     | 4e                     |
| 5                                  | Julien Bérard (FRA)     | AB-3                   |
| 6                                  | Axel Domont (FRA)       | 51e                    |
| 7                                  | Christophe Riblon (FRA) | 43e                    |
| 8                                  | Jan Bakelants (BEL)     | 3e                     |
| Directeur sportif : Nicolas Guillé |                         |                        |

| FDJ                             | FDJ                         | FDJ  |
| ------------------------------- | --------------------------- | ---- |
| Num                             | Coureur                     | Pos  |
| 11                              | Arnaud Démare (FRA)*        | 44e  |
| 12                              | Alexandre Geniez (FRA)      | 7e   |
| 13                              | Mickaël Delage (FRA)        | AB-4 |
| 14                              | Odd Christian Eiking (NOR)* | 31e  |
| 15                              | Daniel Hoelgaard (NOR)*     | 45e  |
| 16                              | Ignatas Konovalovas (LTU)   | 19e  |
| 17                              | Matthieu Ladagnous (FRA)    | 2e   |
| 18                              | Marc Sarreau (FRA)*         | AB-4 |
| Directeur sportif : Marc Madiot |                             |      |

| Astana AST                        | Astana AST                  | Astana AST |
| --------------------------------- | --------------------------- | ---------- |
| Num                               | Coureur                     | Pos        |
| 21                                | Bakhtiyar Kozhatayev (KAZ)* | 48e        |
| 22                                |                             |            |
| 23                                | Laurens De Vreese (BEL)     | AB-4       |
| 24                                | Daniil Fominykh (KAZ)*      | 28e        |
| 25                                | Andriy Grivko (UKR)         | 1er        |
| 26                                |                             |            |
| 27                                | Eros Capecchi (ITA)         | 11e        |
| 28                                | Andrey Zeits (KAZ)          | 25e        |
| Directeur sportif : Dimitri Sedun |                             |            |

| Direct Énergie DEN                    | Direct Énergie DEN        | Direct Énergie DEN |
| ------------------------------------- | ------------------------- | ------------------ |
| Num                                   | Coureur                   | Pos                |
| 31                                    | Romain Cardis (FRA)*      | 49e                |
| 32                                    | Lilian Calmejane (FRA)*   | 8e                 |
| 33                                    | Jérémy Cornu (FRA)*       | 38e                |
| 34                                    | Antoine Duchesne (CAN)*   | 21e                |
| 35                                    | Tony Hurel (FRA)          | 27e                |
| 36                                    | Bryan Nauleau (FRA)       | 36e                |
| 37                                    | Guillaume Thévenot (FRA)* | AB-4               |
| 38                                    | Thomas Boudat (FRA)*      | AB-4               |
| Directeur sportif : Dominique Arnould |                           |                    |

| Cofidis COF                        | Cofidis COF                   | Cofidis COF |
| ---------------------------------- | ----------------------------- | ----------- |
| Num                                | Coureur                       | Pos         |
| 41                                 | Yoann Bagot (FRA)             | 5e          |
| 42                                 | Rayane Bouhanni (FRA)*        | 57e         |
| 43                                 | Loïc Chetout (FRA)*           | 39e         |
| 44                                 | Florian Sénéchal (FRA)*       | 33e         |
| 45                                 | Arnold Jeannesson (FRA)       | 12e         |
| 46                                 | Gert Jõeäär (EST) (Route/Clm) | AB-3        |
| 47                                 | Rudy Molard (FRA)             | AB-3        |
| 48                                 | Michael Van Staeyen (BEL)     | AB-3        |
| Directeur sportif : Alain Deloeuil |                               |             |

| Fortuneo-Vital Concept FVC          | Fortuneo-Vital Concept FVC | Fortuneo-Vital Concept FVC |
| ----------------------------------- | -------------------------- | -------------------------- |
| Num                                 | Coureur                    | Pos                        |
| 51                                  | Pierrick Fédrigo (FRA)     | 22e                        |
| 52                                  | Florian Vachon (FRA)       | 6e                         |
| 53                                  | Frédéric Brun (FRA)        | AB-3                       |
| 54                                  | Anthony Delaplace (FRA)    | 24e                        |
| 55                                  | Maxime Cam (FRA)*          | 20e                        |
| 56                                  | Armindo Fonseca (FRA)      | 29e                        |
| 57                                  | Kévin Ledanois (FRA)*      | AB-4                       |
| 58                                  | Julien Loubet (FRA)        | AB-3                       |
| Directeur sportif : Emmanuel Hubert |                            |                            |

| Delko-Marseille Provence-KTM DMP    | Delko-Marseille Provence-KTM DMP | Delko-Marseille Provence-KTM DMP |
| ----------------------------------- | -------------------------------- | -------------------------------- |
| Num                                 | Coureur                          | Pos                              |
| 61                                  | Julien El Fares (FRA)            | 26e                              |
| 62                                  | Rémy Di Grégorio (FRA)           | AB-3                             |
| 63                                  | Daniel Díaz (ARG)                | 23e                              |
| 64                                  | Delio Fernández (ESP)            | AB-3                             |
| 65                                  | Thierry Hupond (FRA)             | 10e                              |
| 66                                  | Christophe Laborie (FRA)         | AB-4                             |
| 67                                  | Yannick Martinez (FRA)           | AB-4                             |
| 68                                  | Romain Combaud (FRA)*            | 13e                              |
| Directeur sportif : Gilles Pauchard |                                  |                                  |

| Androni Giocattoli-Sidermec AND      | Androni Giocattoli-Sidermec AND   | Androni Giocattoli-Sidermec AND |
| ------------------------------------ | --------------------------------- | ------------------------------- |
| Num                                  | Coureur                           | Pos                             |
| 71                                   | Franco Pellizotti (ITA)           | 42e                             |
| 72                                   | Marco Bandiera (ITA)              | AB-4                            |
| 73                                   | Marco Benfatto (ITA)              | NP-3                            |
| 74                                   | Egan Bernal (COL)*                | 18e                             |
| 75                                   | Giorgio Cecchinel (ITA)           | AB-4                            |
| 76                                   | Francesco Chicchi (ITA)           | AB-3                            |
| 77                                   | Tiziano Dall'Antonia (ITA)        | AB-4                            |
| 78                                   | Serghei Tvetcov (ROU) (Route/Clm) | 50e                             |
| Directeur sportif : Giampaolo Cheula |                                   |                                 |

| Bardiani CSF BAR                      | Bardiani CSF BAR                 | Bardiani CSF BAR |
| ------------------------------------- | -------------------------------- | ---------------- |
| Num                                   | Coureur                          | Pos              |
| 81                                    | Stefano Pirazzi (ITA)            | NP-3             |
| 82                                    | Simone Andreetta (ITA)*          | 15e              |
| 83                                    | Nicola Boem (ITA)                | AB-4             |
| 84                                    | Francesco Manuel Bongiorno (ITA) | NP-3             |
| 85                                    | Luca Sterbini (ITA)*             | NP-3             |
| 86                                    | Nicola Ruffoni (ITA)             | AB-3             |
| 87                                    | Paolo Simion (ITA)*              | AB-4             |
| 88                                    | Simone Sterbini (ITA)*           | NP-3             |
| Directeur sportif : Roberto Reverberi |                                  |                  |

| HP BTP-Auber 93 AUB                  | HP BTP-Auber 93 AUB      | HP BTP-Auber 93 AUB |
| ------------------------------------ | ------------------------ | ------------------- |
| Num                                  | Coureur                  | Pos                 |
| 91                                   | Romain Feillu (FRA)      | 37e                 |
| 92                                   | César Bihel (FRA)        | 41e                 |
| 93                                   | Pierre Gouault (FRA)*    | AB-4                |
| 94                                   | Alo Jakin (EST)          | AB-4                |
| 95                                   | Julien Guay (FRA)        | 32e                 |
| 96                                   | Guillaume Levarlet (FRA) | 9e                  |
| 97                                   | Maxime Renault (FRA)     | 35e                 |
| 98                                   | Théo Vimpère (FRA)       | 54e                 |
| Directeur sportif : Stéphane Javalet |                          |                     |

| Roubaix Métropole européenne de Lille RML | Roubaix Métropole européenne de Lille RML | Roubaix Métropole européenne de Lille RML |
| ----------------------------------------- | ----------------------------------------- | ----------------------------------------- |
| Num                                       | Coureur                                   | Pos                                       |
| 101                                       | Julien Antomarchi (FRA)                   | 34e                                       |
| 102                                       | Rudy Barbier (FRA)*                       | AB-4                                      |
| 103                                       | Dieter Bouvry (BEL)*                      | AB-4                                      |
| 104                                       | Félix Pouilly (FRA)*                      | 47e                                       |
| 105                                       | Daan Myngheer (BEL)*                      | AB-4                                      |
| 106                                       | Louis Verhelst (BEL)                      | AB-3                                      |
| 107                                       | Florent Pereira (FRA)*                    | AB-4                                      |
| 108                                       | Jérémy Leveau (FRA)*                      | NP-3                                      |
| Directeur sportif : Michel Dernies        |                                           |                                           |

| Rally RLY                                    | Rally RLY            | Rally RLY |
| -------------------------------------------- | -------------------- | --------- |
| Num                                          | Coureur              | Pos       |
| 111                                          | Danny Pate (USA)     | NP-3      |
| 112                                          | Emerson Oronte (USA) | AB-3      |
| 113                                          | Rob Britton (CAN)    | NP-3      |
| 114                                          | Evan Huffman (USA)   | AB-3      |
| 115                                          | Pierrick Naud (CAN)* | AB-4      |
| 116                                          | Eric Young (USA)     | AB-3      |
| 117                                          | Tom Zirbel (USA)     | AB-3      |
| 118                                          | Adam de Vos (CAN)*   | AB-4      |
| Directeur sportif : Jonathan Patrick McCarty |                      |           |

| Veranclassic-Ago VER                | Veranclassic-Ago VER        | Veranclassic-Ago VER |
| ----------------------------------- | --------------------------- | -------------------- |
| Num                                 | Coureur                     | Pos                  |
| 121                                 | Justin Jules (FRA)          | AB-3                 |
| 122                                 | Kenny Bouvry (BEL)*         | AB-4                 |
| 123                                 | Julien Dechesne (BEL)*      | AB-3                 |
| 124                                 | Matthias Legley (BEL)*      | NP-1                 |
| 125                                 | Sam Lennertz (BEL)          | AB-3                 |
| 126                                 | Yannick Mayer (GER)*        | NP-3                 |
| 127                                 | Dimitri Peyskens (BEL)*     | AB-4                 |
| 128                                 | Massimo Vanderaerden (BEL)* | AB-3                 |
| Directeur sportif : Willy Teirlinck |                             |                      |

| Vorarlberg VOL                  | Vorarlberg VOL         | Vorarlberg VOL |
| ------------------------------- | ---------------------- | -------------- |
| Num                             | Coureur                | Pos            |
| 131                             | Manuel Porzner (GER)*  | AB-3           |
| 132                             | Sérgio Sousa (POR)     | 16e            |
| 133                             | Francesc Zurita (ESP)* | AB-3           |
| 134                             | Žolt Der (HUN)         | AB-3           |
| 135                             |                        |                |
| 136                             | Nicolas Winter (SUI)   | AB-3           |
| 137                             | Lukas Meiler (GER)*    | AB-3           |
| 138                             | Daniel Lehner (AUT)*   | AB-3           |
| Directeur sportif : Daniel Hirs |                        |                |

| Euskadi Basque Country-Murias EUS | Euskadi Basque Country-Murias EUS | Euskadi Basque Country-Murias EUS |
| --------------------------------- | --------------------------------- | --------------------------------- |
| Num                               | Coureur                           | Pos                               |
| 141                               | Adrián González (ESP)*            | 46e                               |
| 142                               | Aitor González Prieto (ESP)       | AB-3                              |
| 143                               | Jon Ander Insausti (ESP)*         | 40e                               |
| 144                               | Aritz Bagües (ESP)                | 53e                               |
| 145                               | Pello Olaberria (ESP)*            | AB-3                              |
| 146                               | Alex Aranburu (ESP)*              | 55e                               |
| 147                               | Eneko Lizarralde (ESP)*           | AB-3                              |
| 148                               |                                   |                                   |
| Directeur sportif : Jorge Pérez   |                                   |                                   |

| Armée de Terre ADT               | Armée de Terre ADT      | Armée de Terre ADT |
| -------------------------------- | ----------------------- | ------------------ |
| Num                              | Coureur                 | Pos                |
| 151                              | Yoann Barbas (FRA)      | 14e                |
| 152                              | Yann Guyot (FRA)        | NP-3               |
| 153                              | Clément Penven (FRA)    | AB-4               |
| 154                              | Kévin Lebreton (FRA)*   | 30e                |
| 155                              | Stéphane Poulhiès (FRA) | AB-4               |
| 156                              | Jérôme Mainard (FRA)    | NP-3               |
| 157                              | Jimmy Raibaud (FRA)*    | 56e                |
| 158                              | Thomas Rostollan (FRA)  | AB-3               |
| Directeur sportif : Cédric Barre |                         |                    |